# مضر (اسم)
مضر هو اسم علم مذكر من أصل عربي، ومعناه هو الحامض من الفعل مضر النبيذ أو اللبن حمض، والمضر البياض.

## الأصل اللغوي
مُضَرْ هو اسم مشتق من المضر اللبن الأبيض شديد الحموضة. والنبيذ الماضر. العيش المضر الناعم، ويقال مضر الله لك الثناء، أي طيبه. وقيل إن مضر سمي به لأنه كان مولعا بشرب اللبن الحامض وقيل لبياض لونه، وهو مضر بن نزار بن معد بن عدنان. أبو العدنانية وهي أخت ربيعة، ومن بطونها إلياس وقيس وعيلان وتميم.

## شخصيات تحمل الاسم
- مضر أحمد (1956[3] – )
- مضر بدران (سياسي أردني، 18 يناير 1934 – )
- مضر جبر (ممثل سوري، 15 ديسمبر 1985 – )
- مضر زهران (معارض أردني، 19 أبريل 1973 – )

## وصلات خارجية
- موسوعة السلطان قابوس لأسماء العرب